# The Road Not Taken
The Road Not Taken is een van de bekendste gedichten van de Amerikaanse dichter Robert Frost (1874 - 1963). Het maakt deel uit van zijn poëziebundel Mountain Interval die in 1916 werd gepubliceerd door Henry Holt and Company.

## Thema
Het is een dubbelzinnig gedicht dat de lezer uitnodigt om na te denken over keuzes in het leven. Als het leven een reis is, belicht dit gedicht de momenten in het leven waarop een beslissing moet worden genomen en de mens zich afvraagt: "Welke kant ga ik nu op?"
Die ambiguïteit komt voort uit de kwestie van de vrije wil versus het determinisme: kiest de spreker er bewust voor om een weg te nemen buiten de gebaande paden of laat hij zich beïnvloeden door bijvoorbeeld maatschappelijke conventies (de mainstream volgen). The Road Not Taken gaat over wat er niet is gebeurd. Geconfronteerd met een belangrijke bewuste beslissing, kiest de spreker de minst populaire mogelijkheid, het pad van de meeste weerstand.
Robert Frost schreef dit gedicht om een trekje van zijn vriend Edward Thomas, een Engels-Welsh dichter, te belichten, die op elke wandeling die ze samen maakten spijt kreeg over de weg die ze niet hadden gekozen omdat ze zo ongetwijfeld veel boeiende dingen waren misgelopen. Hoewel Frost het gedicht dus aanvankelijk als ironisch en lichtvoetig had bedoeld, werd het door de lezers veel ernstiger opgevat.

## Analyse
The Road Not Taken bestaat uit vier strofen van vijf regels. Het rijmschema is ABAAB. Elk vers heeft vier benadrukte lettergrepen en het gedicht is dus gebaseerd op een jambische tetrameter.
De spreker bevindt zich in een woud en staat voor een splitsing van twee wegen. Beide paden zijn even aantrekkelijk, en overdekt met een laag bladeren alsof ze nog niet betreden zijn. Maar de spreker moet een keuze maken. Hij kiest er een uit, en neemt zich voor om het andere pad later te verkennen. Hij beseft eigenlijk wel dat die gelegenheid zich niet meer zal voordoen. Ergens in de toekomst, zo weet hij nu al, zal hij terugkijken op deze dag en de weg die hij koos, en beseffen hoe beslissend deze keuze zal geweest zijn voor zijn verdere leven. En die dag zal hij beweren dat hij het minst begane pad koos.

## Online Nederlandse vertalingen (selectie)
Frost schreef dit gedicht in metrische versregels met afwisseling van jamben en anapesten. Niet alle vertalers houden zich hieraan doordat ze de strofebouw of versvorm veranderen. Enkele bijdragen die trouwer blijven aan het origineel zijn de volgende:
- Ans Bouter: Niet ingeslagen (Zeer geslaagde vertaling met eerbiediging van rijmschema en versvoet door de betreurde vertaalster Ans Bouter die in 2024 stierf)
- Arie Sonneveld: Het pad dat ik niet nam (ritmisch afwijkend van het origineel, maar zeer mooie vertaling)
- Jules Grandgagnage: Het niet gekozen pad (met origineel rijmschema en versopbouw in tetrameters)
- Gaston D’Haese: De niet genomen weg (eigenlijk een letterlijke, maar inhoudelijk correcte vertaling)

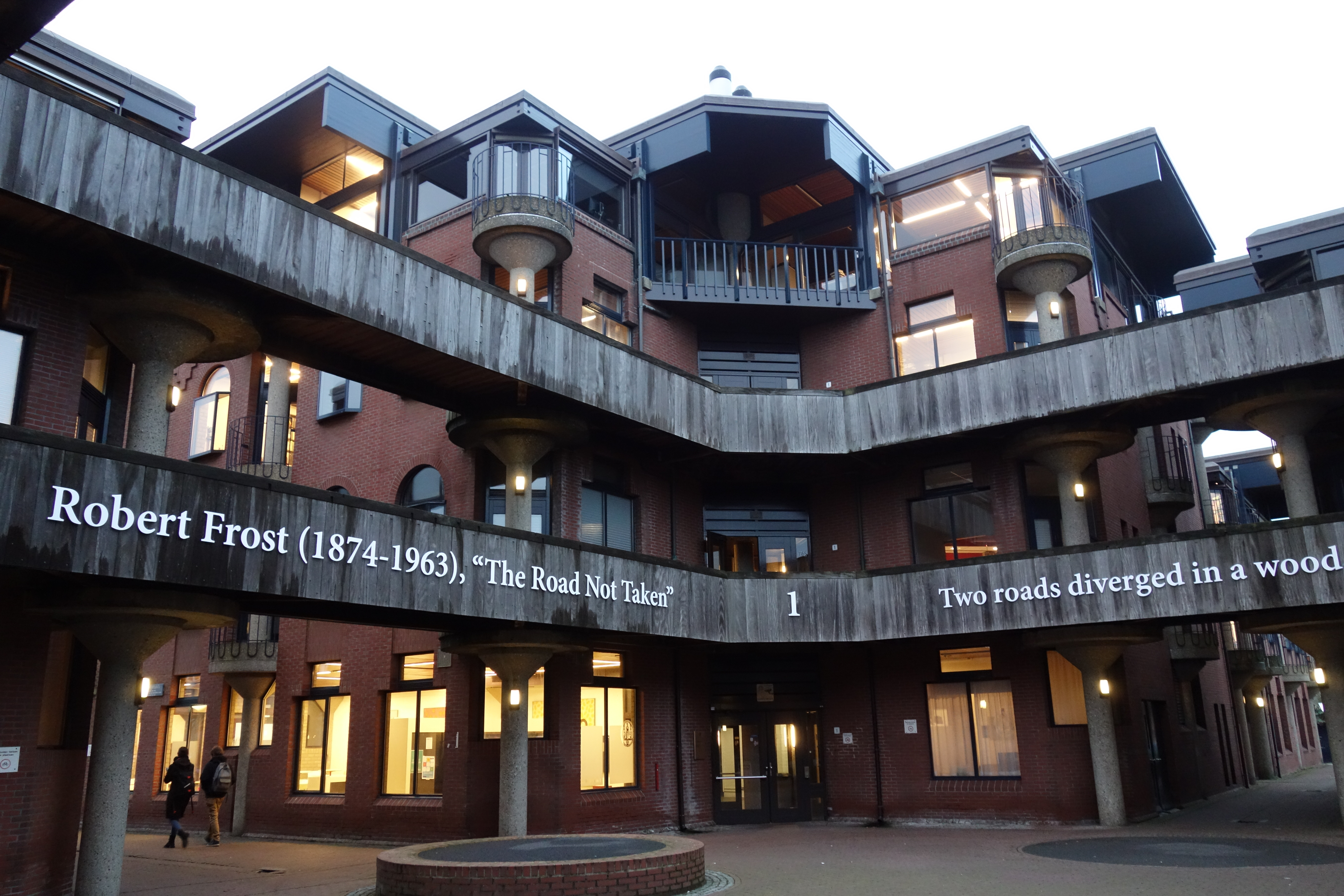
Citaat (Van Wijkplaats, Leiden)